# غمتويية (بزنجان)
غمتوییة (بالفارسية: گمتوییه) هي قرية تقع في إيران في قسم بزنجان الريفي. يقدر عدد سكانها بـ 173 نسمة بحسب إحصاء 2016.